# Змарано
Змара́но (итал. Smarano) — упраздённая коммуна в Италии, расположена в автономной области Трентино-Альто-Адидже, подчиняется административному центру Тренто. Ныне является фракцией коммуны Предайя. 
Население коммуны, на 31.12.2014 года, составляло 515 человек, плотность населения — 81,95 чел./км². Коммуна занимала площадь 6,28 км². 
Почтовый индекс — 38010. Телефонный код — 0463.
Покровительницей коммуны почитается Пресвятая Богородица, её Успение ежегодно отмечается 15 августа.

## История
Муниципалитет Змарано был упразднён 1 января 2015 года, с целью создания новой коммуны Предайя. Она была создана путём объединения соседних муниципалитетов Змарано, Верво, Коредо, Тайо и Трес.

## Демография
Динамика населения:

## Администрация коммуны
- Официальный сайт: